# Kuba-Khalilli
Kuba-Khalilli (ryska: Куба-Халилли) är en ort i Azerbajdzjan.   Den ligger i distriktet İsmayıllı Rayonu, i den centrala delen av landet, 150 km väster om huvudstaden Baku. Kuba-Khalilli ligger 251 meter över havet och antalet invånare är 2 467.
Terrängen runt Kuba-Khalilli är huvudsakligen kuperad, men den allra närmaste omgivningen är platt. Närmaste större samhälle är İsmayıllı, 19,3 km norr om Kuba-Khalilli.
Trakten runt Kuba-Khalilli består till största delen av jordbruksmark. Runt Kuba-Khalilli är det ganska glesbefolkat, med 34 invånare per kvadratkilometer.